# 贝纳卢阿-德拉斯比利亚斯
贝纳卢阿-德拉斯比利亚斯，是西班牙安达卢西亚自治区格拉纳达省的一个市镇。总面积22平方公里，总人口1352人（2001年），人口密度61人/平方公里。